# (53319) 1999 JM8
(53319) 1999 JM8 wurde am 13. Mai 1999 im Rahmen des LINEAR-Projektes mit einem Teleskop der US Air Force in New Mexico entdeckt und passierte vom 1. bis 9. August 1999 die Erde in einem Abstand von nur 8,5 Mio. km, was der 22-fachen Mondentfernung entspricht. Als sogenanntes Near Earth Object wird er von der NASA regelmäßig beobachtet. Es handelt sich um einen Asteroiden vom Apollo-Typ.

## Weblinks

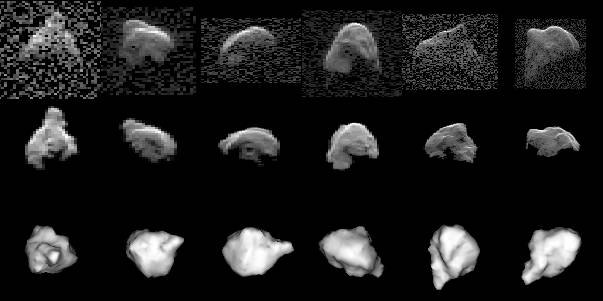
Radardaten (oben), das daraus abgeleitete 3-D-Modell (unten), und das aus dem Modell errechnete, erwartete Radarecho (Mitte).